# Dorfkirche Steinhöfel

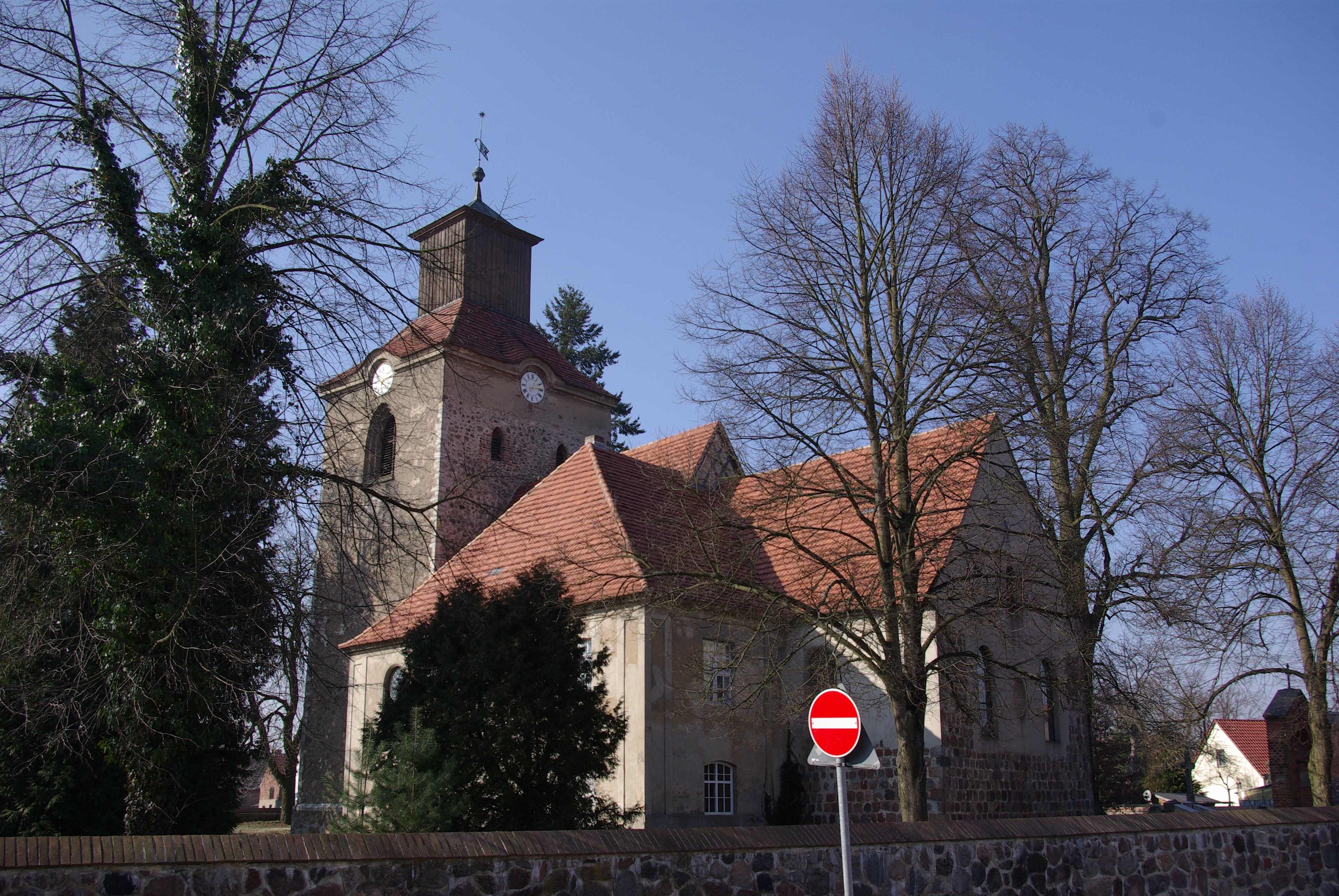
Dorfkirche Steinhöfel

Die evangelische Dorfkirche Steinhöfel ist eine Feldsteinkirche aus dem 13. Jahrhundert in Steinhöfel, einer Gemeinde im Landkreis Oder-Spree im Land Brandenburg. Die Kirchengemeinde gehört zum Kirchenkreis Oderland-Spree der Evangelischen Kirche Berlin-Brandenburg-schlesische Oberlausitz.

## Lage
Die Straße der Freundschaft führt von Norden kommend in südlicher Richtung auf das Schloss Steinhöfel zu. Am historischen Dorfanger zweigt die Demnitzer Straße in westlicher Richtung ab und umschließt ein ellipsenförmiges Grundstück. Dort steht die Kirche auf einem Grundstück mit einem Kirchfriedhof, der mit einer Mauer aus unbehauenen und nicht lagig geschichteten Feldsteinen eingefriedet ist. Eine von David Gilly angelegte Allee verbindet die beiden Gebäude.

## Geschichte
In der zweiten Hälfte des 13. Jahrhunderts entstand zunächst der Rechteckchor als eigenständiges Bauwerk. Er wurde im 14. Jahrhundert um das Kirchenschiff nach Westen hin und im 15. Jahrhundert um den Westturm erweitert. Der Sakralbau wurde im Dreißigjährigen Krieg ebenfalls zerstört und unter der Leitung von Adolf von Wulffen sowie Elisabeth von der Marwitz wiederaufgebaut. Sie stifteten eine Fünte und ließen an der Südseite ein Grabgewölbe für die Familie anlegen. Anfang des 18. Jahrhunderts errichteten Handwerker im Auftrag von Balthasar Dietloff von Wulffen und seiner Ehefrau Eva Louise von Beerfelde an der Südseite einen Anbau. Er bestand aus einer Eingangshalle mit Kapelle sowie einer darüberliegenden Patronatsloge. Sie ließen die Öffnungen durch Handwerker „barock“ überformen und erwarben um 1720 eine neue, barocke Kirchenausstattung, darunter einen Kanzelaltar. Um 1775 erhielt der Turm ein geschweiftes Zeltdach mit einer Laterne. Die Wetterfahne zeigt das Jahr der Fertigstellung, 1778 an, die Initialen v. B. stehen für die Patronatsherrin Louise Wilhelmine von Blumenthal, die von 1775 bis 1790 die Geschicke der Kirche leitete. Sie verkaufte das Gut an ihren Schwiegersohn von Massow. Die Familie legte an der Nordseite eine Begräbnisstätte für ihre Angehörigen an, griff aber ansonsten nicht weiter in die Bausubstanz der Kirche ein. Um 1880 ließ Adelheid von Massow, die Enkelin des Hofmarschalls, eine Einfriedung der Begräbnisstätte durch eine Feldsteinmauer anlegen. Sie war in zweiter Ehe mit Gustav Otto August Edwin von Kuylenstjerna verheiratet. Der Zugang erfolgte fortan durch ein eigens errichtetes Portal, das die Wappen derer von Massow sowie derer von Kuylenstjerna zeigt. 1931 veräußerten die von Massow das Gut an den Landwirt Peine, der einen neuen Friedhof am nördlichen Parkrand errichten ließ. Seit 1957 finden auf dem Kirchhof keine Beerdigungen mehr statt. 2008 gründete sich ein Förderverein, der sich seither um den Erhalt des Bauwerks bemüht. In einem ersten Bauabschnitt wurde 2012 zunächst der Kirchturm, bis Ende 2013 Kirchenschiff mit seinen Anbauten, der Taufkapelle und der Patronatsloge saniert. 2014 entdeckten Experten in der Patronatsloge bislang unerkannt gebliebene Wandmalereien, die noch erforscht werden müssen. In der Taufkapelle konnte weiterhin die Grablege derer von Wulffen freigelegt werden. Mit Hilfe von Fördergeldern und Spenden restaurierten Experten den Tauftisch sowie die Vorderfront der Patronatsloge. 2017 erhielt das Bauwerk ein beheizbares Gestühl. Ein Epitaph wird zurzeit restauriert (Stand: August 2018).

## Baubeschreibung

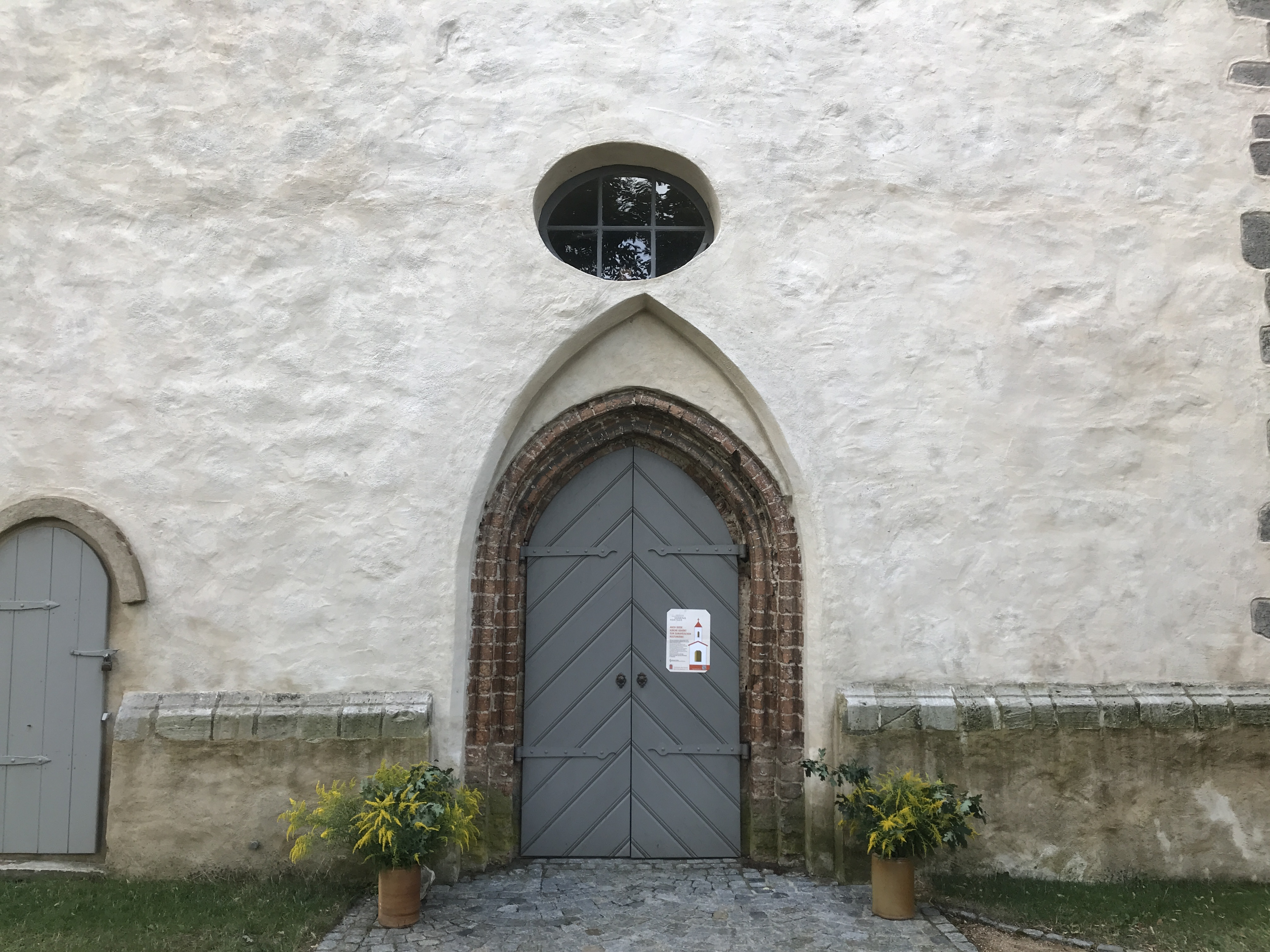
Westportal

Der Rechteckchor entstand aus Feldsteinen, die anschließend verputzt wurden. Die Lagigkeit sowie die Sorgfalt der behauenen Steine kann daher ohne weitere Untersuchungen an nur wenigen Stellen betrachtet werden. So sind an der Ostwand die Steine in den untersten vier Lagen vergleichsweise gut behauen und geschichtet. Darüber sind zwei Rundbogenfenster sowie mittig eine ovale Blende, deren Form durch eine verputzte Fasche nochmals betont wird. Es ist denkbar, dass hier zu einer früheren Zeit eine Dreifenstergruppe verbaut war. Im Giebel ist zunächst eine kleine, rundbogenförmige Öffnung, unterhalb des Dachfirsts ein aus Steinen gemauertes Kreuz. An der Nord- und Südseite der Chorwand ist je ein weiteres Rundbogenfenster.
Die Nordseite des Kirchenschiffs ist vergleichsweise schlicht gehalten. Dort sind zwei hohe Rundbogenfenster mit Maßwerk. An der Südseite fällt die mächtige Patronatsloge auf. Sie erstreckt sich über Chor und südliche Langwand und ist zweigeschossig ausgeführt. Die südliche Fassade ist mit profilierten Lisenen in drei Felder unterteilt. An der Südseite ist im östlichen Bereich eine gedrückt-segmentbogenförmige Pforte. Im unteren Geschoss sind nach Westen hin zwei gleichartige Blenden oberhalb eines breiten Sockels. Im oberen Geschoss ist im Westen ein hohes Rundbogenfenster sowie zwei weitere, rechteckige Fenster in den weiteren Feldern. Ein weiteres, wenn auch kleineres Rundbogenfenster ist im Obergeschoss an der Westseite. An der Ostseite ist im unteren Bereich ein gedrückt-segmentbogenförmiges Fenster sowie darüber ein rechteckiges Fenster. An der verbleibenden Langwand ist ein weiteres Rundbogenfenster mit Maßwerk. Das Schiff wurde aus Feldsteinen errichtet, die mit Ziegelbruch durchsetzt sind.
Im Westen ist der mächtige und querrechteckige Kirchturm. Seine Westfassade ist ebenfalls mit Lisenen profiliert, mittig ein spitzbogenförmiges, zweifach mit Birnenstab getrepptes Portal. Darüber ist ein kreisförmiges Fenster sowie wiederum darüber ein rechteckiges Fenster. Im Glockengeschoss verbauten die Handwerker profilierte, spitzbogenförmige Klangarkaden. Oberhalb ist ein umlaufendes Gesims, in das jeweils mittig eine Turmuhr eingelassen ist. Oberhalb der geschweiften Haube erhebt sich eine verbretterte, hölzerne Laterne, die mit einem Pyramidendach, Turmkugel und Wetterfahne abschließt.

## Ausstattung

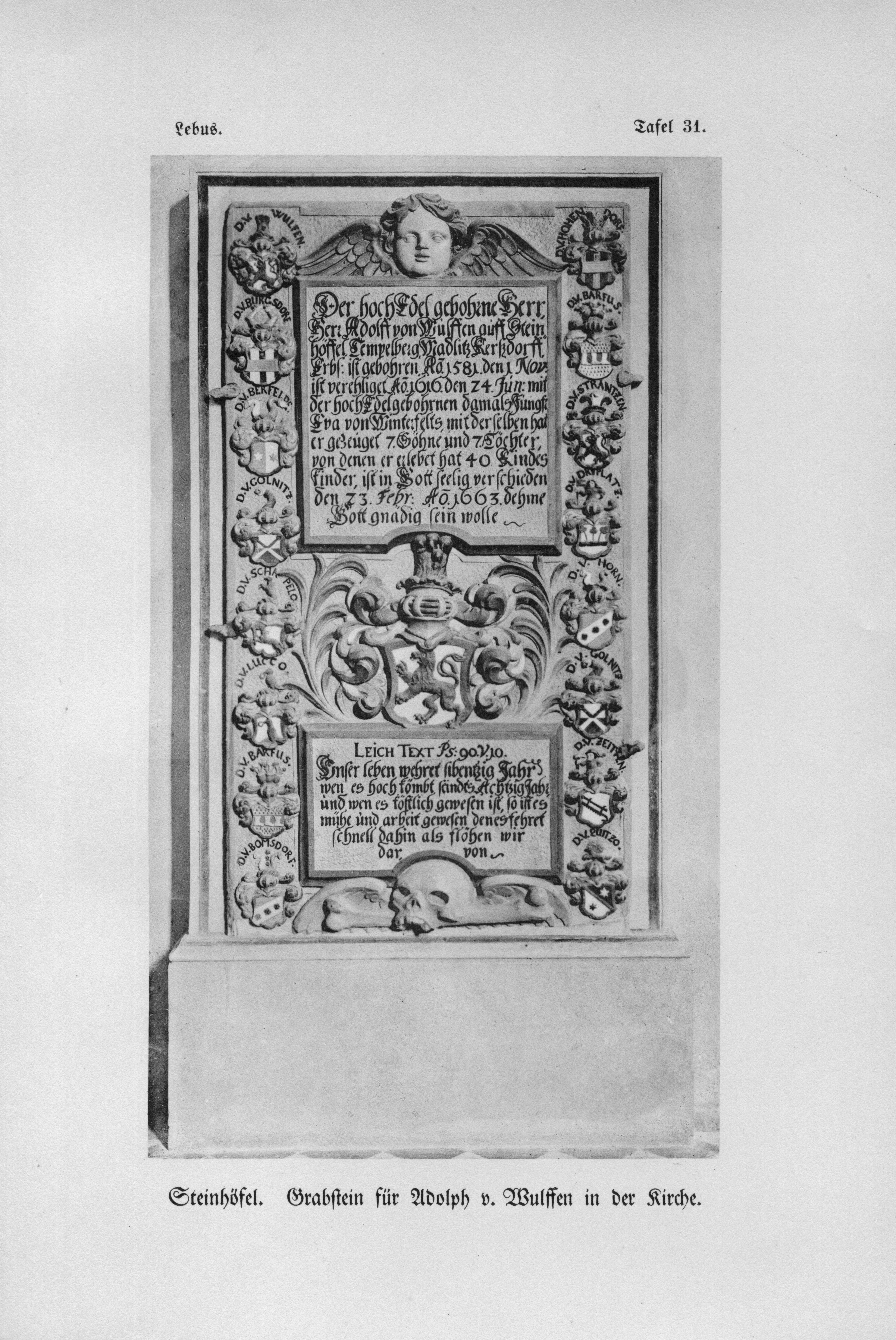
Epitaph Adolph von Wulffen

Das Altarretabel aus der Zeit um 1720/1725 besteht aus zwei korinthischen Säulen, die mit Akanthus verziert sind. Seit 1880 stehen seitlich des Altars zwei unterlebensgroße barocke Engelsfiguren. Ursprünglich standen dort zwei Holzskulpturen, die Caritas und Fides symbolisierten. Während die Caritas noch vorhanden ist, ging Fides in der Zeit zwischen 1937 und 1949 verloren. Das Altarblatt von 1909 zeigt die Auferstehung Jesu Christi und stammt von Ernst Christian Pfannschmidt. Die Putten im Giebel halten vor einem Wolkenhintergrund die Allianzwappen des Balthasar Dietloff von Wulffen und seiner Ehefrau Eva Louise von Beerfelde. Am mit Grisaillemalerei verzierten Altarsockel sowie an der Mensa sind die vier Evangelisten mit ihren Attributen abgebildet, in den Kartuschen weitere Landschaftsszenen. Der geschnitzte Kanzelkorb war ursprünglich Teil des Altars, wurde aber um 1880 zur freistehenden Kanzel an die nördliche Chorwand versetzt. Sie ist am Sockel mit einem Gemälde verziert, das das Abendmahl Jesu darstellt. Das Pult selbst wird von einem Puttenkopf gehalten. Die hölzerne Fünte ist kelchförmig und sechseckig. Dabei handelt es sich um eine Stiftung von Adolf von Wulffen sowie Elisabeth von der Marwitz aus dem Jahr 1671. Als Zierde trägt sie wechselnd die Familienwappen sowie geflügelte Puttenköpfe. Dazu gehört eine Taufschale aus Messing, die vermutlich bereits im 16. Jahrhundert gefertigt wurde. Sie ist mittig mit dem Doppeladler sowie einer umlaufenden Szene verziert, die eine Hirschjagd zeigt.
Zur weiteren Kirchenausstattung gehört eine Schnitzfigur, die Maria lactans darstellt. Die Arbeit aus dem 18. Jahrhundert wird im Dehio-Handbuch als „derb“ bezeichnet. Zwei Altarleuchter aus Zinn stammen aus einer Berliner Werkstatt aus dem Anfang des 18. Jahrhunderts. Sie sind 54,5 cm hoch und mit der Gravur „L.W.v.Blumenthal, geb. v. Polenz“ verziert, eine Stiftung der Patronatsherrin Louise Wilhelmine von Blumenthal vom 6. März 1776. Die Leuchter wurden 2005 restauriert, ebenso im gleichen Jahr ein gusseisernes Kruzifix, das um 1830 in der KPE entstand.
Die Patronatsloge öffnet sich durch verglaste Schiebefenster zum Kirchenschiff. Zum Chor hin sind die Brüstungsfelder mit Szenen aus dem Alten und Neuen Testament in Grisaillemalerei bebildert: die Opferung Isaaks, der reumütige Simon Petrus, Jakob ringt mit dem Engel sowie Salome, die Tochter der Herodias, mit dem Kopf Johannes des Täufers. Auf der Logentür sind zwei Flusslandschaften abgebildet; auf der Rückseite die Kreuzigung Christi.

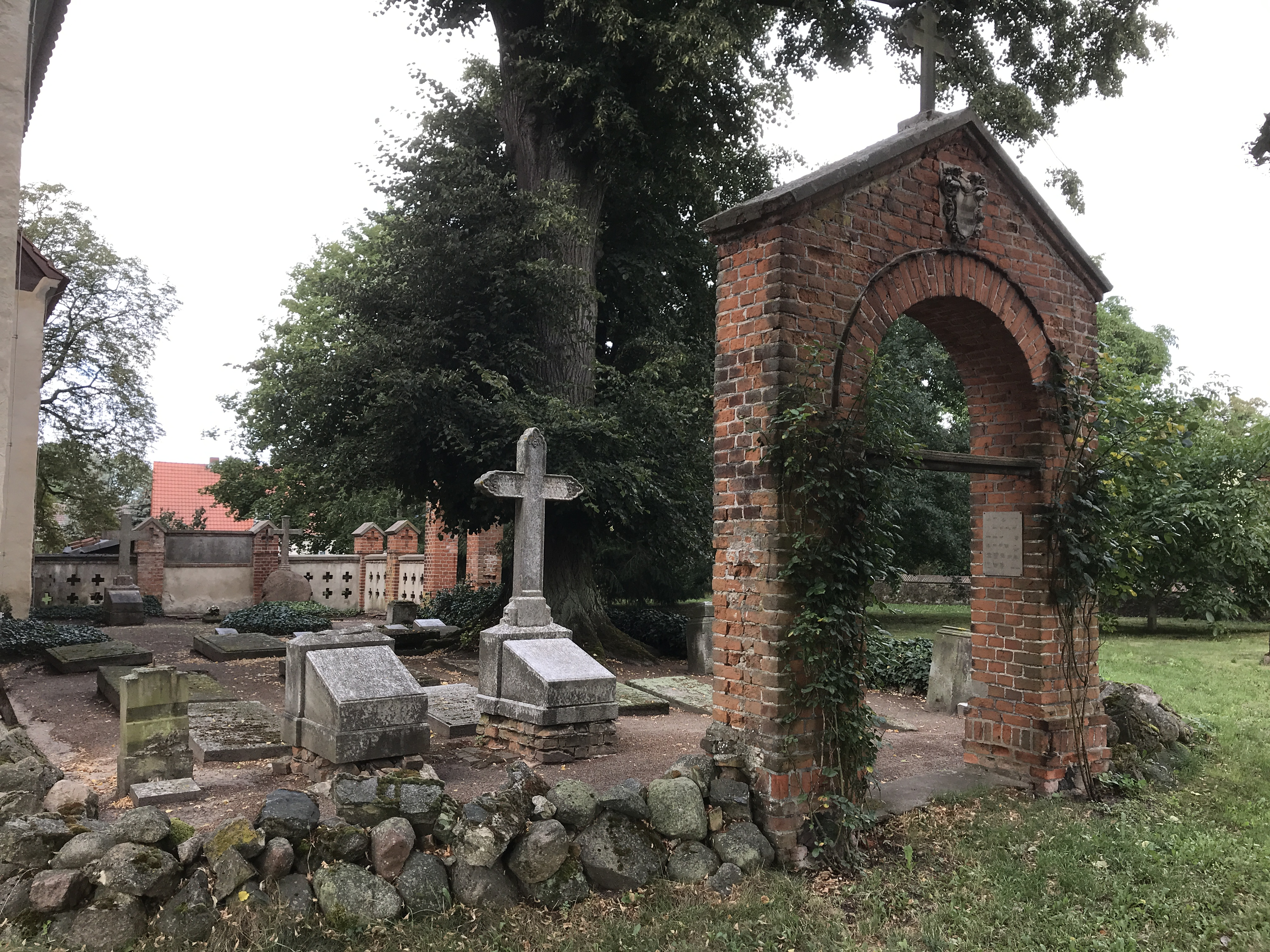
Familiengrab derer von Massow

An den Chorwänden stehen insgesamt vier Grabsteine der Familie von Wulffen aus dem 16. und 17. Jahrhundert. An der nördlichen Chorwand erinnert ein Epitaph an den 1663 verstorbenen Adolf von Wulffen. Südlich davon steht eine Grabplatte, die an die 1652 verstorbene Sophie von Barfuß (geborene Wulffen) erinnert. Daneben ist ein Kindergrabstein für die erste Tochter von Caspar von Wulffen und Elisabeth von Hohendorff, Elisabeth. Sie starb, wie auch die weitere Tochter Anna, im Jahr 1575. Ein hölzernes Epitaph erinnert an den 1726 verstorbenen Balthasar Dietloff von Wulffen. Eine Gedenktafel erinnert an den am 31. August 1813 in der Völkerschlacht bei Leipzig gefallenen Carl Valentin Ferdinand von Massow sowie an drei weitere Männer, die in den Befreiungskriegen starben.
Das Bauwerk ist in seinem Innern flach gedeckt.
Nördlich der Chornordwand ist eine Familienbegräbnisstätte derer von Massow.

## Orgel
Auf der Hufeisenempore steht im Westen eine Orgel, die 1871 Johann Gottlob Teschner erbaute. Das Prospekt stammt aus dem 19. Jahrhundert; das Instrument wurde in den Jahren 2006 und 2007 von der Firma Sauer restauriert.

## Glocken
Im Turm hängen drei Glocken. Zwei stammen aus dem 13. bzw. 14. Jahrhundert, während die dritte im Jahr 2000 in Lauchhammer gegossen wurde. Sie ist eine Stiftung von Gertrud Mantei und trägt die Inschrift „Soli Deo Gloria“. Daneben befindet sich eine Turmuhr aus dem Anfang des 18. Jahrhunderts, die durch ein elektrisches Uhrwerk ersetzt wurde.